# Platystoma mongolicum
Platystoma mongolicum är en tvåvingeart som beskrevs av Soos 1978. Platystoma mongolicum ingår i släktet Platystoma och familjen bredmunsflugor.
Artens utbredningsområde är Mongoliet. Inga underarter finns listade i Catalogue of Life.